# Robert Miralles i Gutiérrez
Robert Miralles i Gutiérrez   (Tarragona, 1931 - Reus, 14 de juliol de 2025) fou un activista cultural i lingüístic català. Fou un pioner de l'ensenyament de la llengua catalana a la ciutat de Reus, el Baix Camp i el Priorat.
Nascut a Tarragona el 1931, tota la vida estigué molt vinculat a la ciutat de Reus on vivia. Malgrat que estudià la carrera de magisteri, la seva activitat professional estava vinculada a la banca, però la seva gran passió fou la difusió del català i la sardana. El 1961, a través d'Òmnium Cultural, entitat de la qual fou el primer soci al Baix Camp i, conjuntament amb Ramon Amigó Anglès, impulsaren els primers cursos de català a Reus d'ençà de la Guerra Civil, que es feren inicialment al Centre de Lectura. Pensant en les persones que viuen en municipis més petits on no era possible fer-hi classes presencialment, l'octubre de 1961, amb Ramon Amigó i Josep Tremoleda i Roca impulsaren un curs per correspondència que havia de començar a funcionar des de Barcelona. Al Baix Camp i zones properes, començaren a promocionar-lo amb l'enviament de cartes a rectors de la comarca i altres particulars. El curs començà a Reus el primer de març de 1962, sent el primer lloc de Catalunya on s'iniciava i tenia un cost de cent pessetes. Per a aquests cursos per correspondència, s'utilitzà la gramàtica Signe, promoguda per Josep Tremoleda. Posteriorment, Miralles, Amigó i Teresa Miquel elaboraren una nova gramàtica amb exercicis per a principiants i que es pogués utilitzar en els cursos per correspondència. El nou curs constava de 26 trameses amb un total de 100 fulls escrits a màquina per una cara amb un cost de 300 pessetes. Les classes per correspondència des de Reus es feren fins al 1980. Llavors, al situació de l'ensenyament del català ja era diferent i es feien classes regulars de forma presencial en molts llocs. Miralles, a més dels cursos per correspondència, tampoc abandonà mai les classes presencials i va fer classes, entre d'altres llocs, a la Secció de Muntanya del Reus Deportiu (1961-1966), Casal Parroquial de Riudoms (1961), la Selva del Camp (1962 i 1968), Patronat per al Foment de la Sardana (a l'Orfeó Reusenc) (1962, 1963 i 1964), Club Natació Reus Ploms (1962), Vila-seca (1969), Centre de Lectura (1971, 1972), i Agrupació Excursionista Catalunya i Rosa de Reus (1972, 1973, 1974).
Respecte al seu vessant sardanista, va fundar la colla Roques Montserratines, va ser cofundador del Patronat Sardanista de Reus, monitor en escoles i associacions, redactor darticles i organitzador de trobades sardanistes al mas Tretze Emes.
L’any 2012 fou homenatjat per Òmnium Cultural Baix Camp, en un acte on es reconegué la tasca d’una trentena de mestres autodidactes de català, que s’havien tret el títol de la primigènia Junta Permanent de Català, d’Òmnium Cultural, i van ser els primers en escampar i difondre l’ensenyament de la llengua arreu de la comarca, després del llarg període de la Guerra Civil i el franquisme.
El 2017 fou guardonat amb el premi El més amic de Reus, que lliura anualment el Centre d'Amics de Reus, d'ençà de l'any 1981. Els organitzadors consideraren que Miralles era mereixedor del premi gràcies a tota una vida dedicada a la cultura catalana, en especial als balls, la sardana i la difusió de la llengua catalana en els anys del franquisme.
Escriví el llibre autobiogràfic Una vida dedicada a la cultura catalana. Ballets, català i sardana. 1949-1999 que edità ell mateix.